# Marden Júnior
Marden Gabriel Alves de Aguiar Júnior, mais conhecido como Marden Júnior (Goiânia, 27 de setembro de 1990), é um político e empreendedor brasileiro. É o atual prefeito de Trindade.

## Vida pessoal
Filho de Maria das Dores Assis Aguiar e Marden Gabriel Alves de Aguiar, nasceu em Goiânia, capital de Goiás. Marden Júnior é formado em Educação Física pela Universidade Salgado de Oliveira.

## Carreira política

### Vereador (2017–2020)
O primeiro cargo político ocupado por Marden Júnior foi o de vereador de Trindade, eleito nas eleições municipais de 2016. Filiado, naquela época, pelo Progressistas, foi convidado por Jânio Darrot para comandar a Secretaria Municipal de Planejamento Urbano, Habitação e Regularização Fundiária em novembro de 2017, apenas dez meses após entrar para a câmara municipal.

### Prefeito de Trindade (2021–)
Marden Júnior foi eleito prefeito de Trindade nas eleições municipais de 2020 com 37,72% dos votos válidos. Sua campanha eleitoral foi fortemente apoiada pelo então prefeito do município, Jânio Darrot. Dentre as atividades administrativas de sua gestão, destaca-se a revitalização da Praça do Carreiro e da Via Sacra, pontos turísticos da cidade, além da reforma do Terminal Rodoviário de Trindade.
Em seu primeiro ano de governo, teve que responder ao enfrentamento à pandemia de COVID-19, em especial ao aumento do número de casos no início de 2021. Coube-lhe ampliar a testagem em massa e o processo de vacinação de acordo com a distribuição para grupos prioritários. Ainda antes de tomar posse, o prefeito eleito compareceu ao Instituto Butantã em São Paulo para sinalizar o interesse de compra da CoronaVac. Com o repasse do governo federal, optou por paralisar o comércio não essencial nas semanas mais críticas, determinou a realização virtual da Festa do Divino Pai Eterno e promoveu eventos para incentivar a vacinação da população.